# Pierrotita
La pierrotita és un mineral de la classe dels sulfurs que pertany al grup de la sartorita. Rep el nom en honor del mineralogista francès Roland Pierrot (1930-1998). Va ser cap del departament de mineralogia i secretari general del Servei Geogràfic Nacional de BRGM.

## Característiques
La pierrotita és un sulfur, una sulfosal de fórmula química Tl₂(Sb,As)10S16. Va ser aprovada com a espècie vàlida per l'Associació Mineralògica Internacional l'any 1969. Cristal·litza en el sistema ortoròmbic. La seva duresa a l'escala de Mohs és 3,5.
Segons la classificació de Nickel-Strunz, la pierrotita pertany a «02.HC: Sulfosals de l'arquetip SnS, amb només Pb» juntament amb els següents minerals: argentobaumhauerita, baumhauerita, chabourneïta, dufrenoysita, guettardita, liveingita, parapierrotita, rathita, sartorita, twinnita, veenita, marumoïta, dalnegroïta, fülöppita, heteromorfita, plagionita, rayita, semseyita, boulangerita, falkmanita, plumosita, robinsonita, moëloïta, dadsonita, owyheeïta, zoubekita i parasterryita.

## Formació i jaciments
Va ser descoberta a Jas Roux, a la localitat de La Chapelle-en-Valgaudemar (Provença – Alps – Costa Blava, França). També ha estat descrita al dipòsit d'or de Vorontsovskoe, a l'óblast de Sverdlovsk (Rússia), i a la prospecció de tal·li de Little Valley, al comtat de Tooele (Utah, Estats Units). Aquests tres indrets són els únics de tot el planeta on ha estat descrita aquesta espècie mineral.